# John Steele
Pour les articles homonymes, voir John Steele (homonymie).

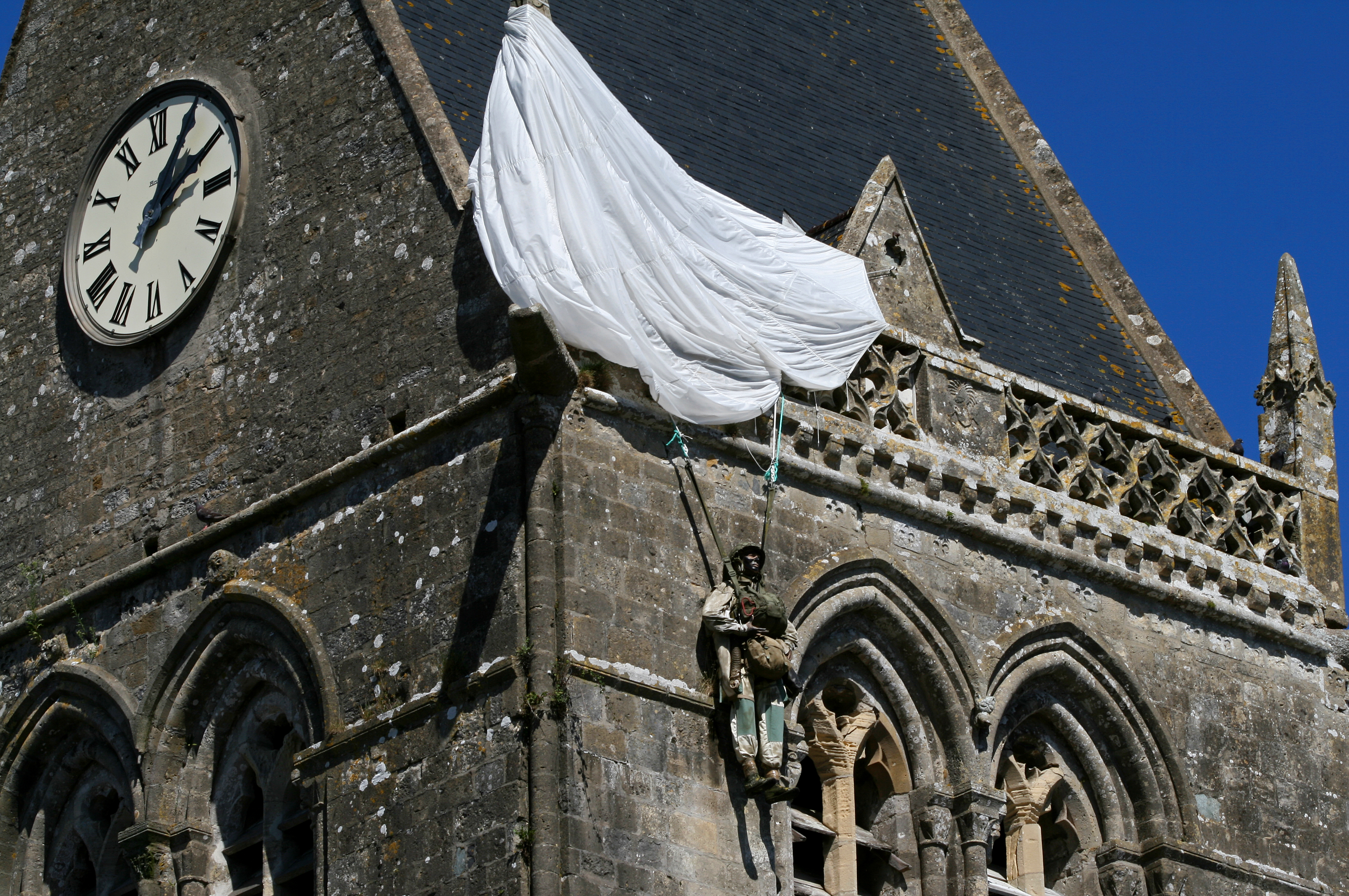
Un mannequin est accroché sur l'église de Sainte-Mère-Église en hommage à John Steele.

John Marvin Steele (1912-1969) est un parachutiste américain de la Seconde Guerre mondiale, connu pour être resté accroché au clocher de l'église de Sainte-Mère-Église dans la nuit du 5 au 6 juin 1944, la nuit précédant le débarquement de Normandie.

## Biographie
John M. Steele est né à Metropolis, une ville du Sud de l’État de l'Illinois (États-Unis), le 29 novembre 1912. Il est l'ainé d'une fratrie de sept enfants, deux filles et cinq garçons. Son père est pilote de navire de fret sur la rivière Ohio. 
Lorsque les États-Unis entrent en guerre en 1941, John, 29 ans, s'engage dans les troupes aéroportées (un de ses frères s'engagera dans la marine, un autre dans l'US Army). Il est intégré dans la 82e division, au sein de la Compagnie F du 505e régiment de parachutistes. Il arrive en mai 1943 en Afrique du Nord.
Quelques semaines plus tard, dans la nuit du 9 au 10 juillet 1943, les unités de la 505e sont parachutées en Sicile. John s'y casse la jambe gauche et est rapatrié dans un hôpital militaire en Afrique du Nord. Il saute de nouveau en Italie en septembre 1943, dans la région de Naples et combat jusqu'à Salerne. Son unité quitte le front italien afin de rejoindre, en bateau, les îles Britanniques en novembre 1943 en vue de la préparation du débarquement allié prévu pour le printemps suivant. Il est d'abord stationné en Irlande du Nord puis dans les environs de Leicester, en Angleterre.

### Sainte-Mère-Église

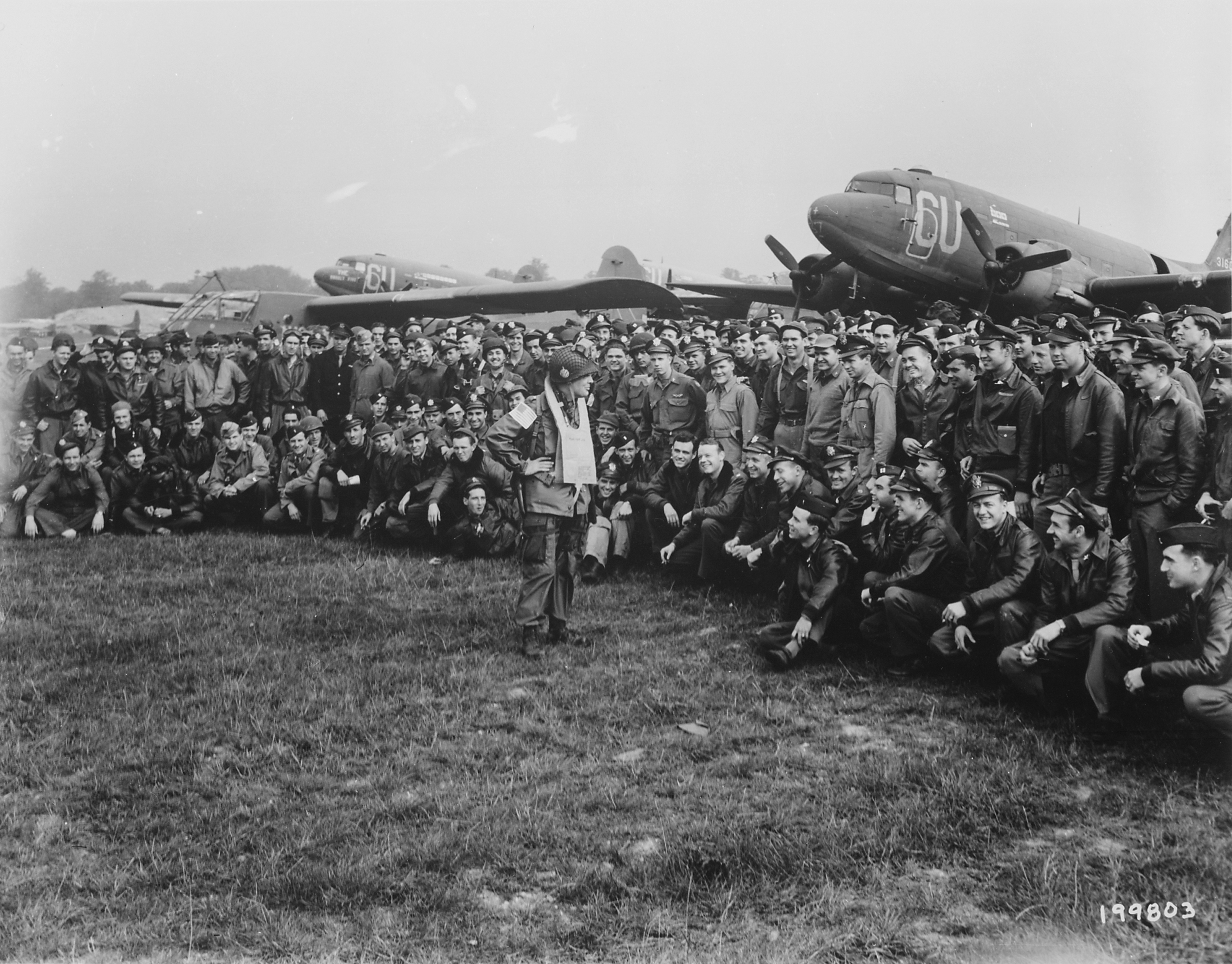
Parachutistes américains le jour du D-Day. À l'arrière-plan, un Douglas C-47 Skytrains et derrière un Waco CG-4.

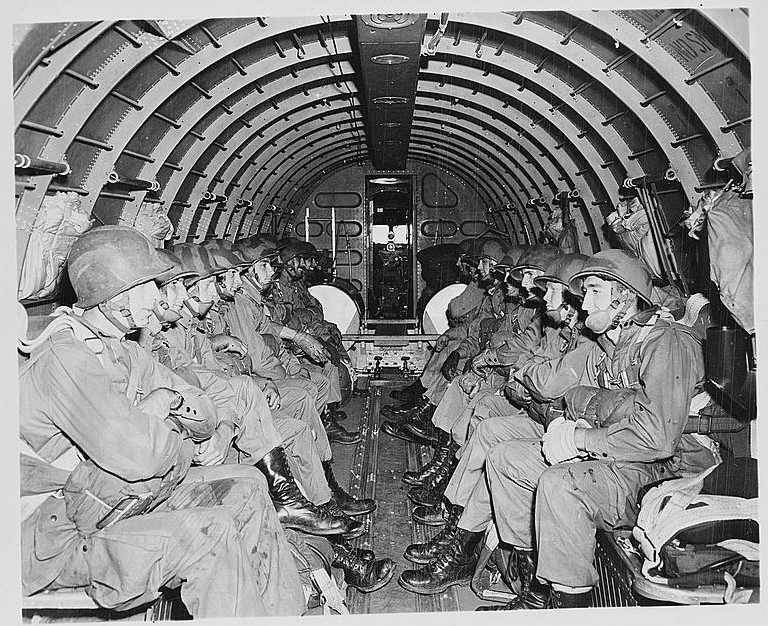
Des parachutistes américains dans un C-47 avant le saut.

Dans la nuit du 5 au 6 juin 1944, les parachutistes américains sautent sur le Cotentin (opérations Albany et Boston) pour créer une tête de pont aéroportée à l'arrière d'Utah Beach, une des deux plages américaines du débarquement pour faciliter la sortie des troupes qui vont y arriver à l'aube. En effet les nombreux marais et terrains volontairement inondés à l'arrière de la côte ainsi que le peu d'accès routier sont très favorables à la défense allemande et risquent d'empêcher la progression américaine sur la terre ferme. L'unité de John Steele doit sauter aux abords de Sainte-Mère-Église et prendre le bourg normand. 
Mais le pilote inexpérimenté du C-47 qui transporte une quinzaine de parachutistes, dont Steele, vole trop haut, craignant la DCA. Les hommes sont donc mal largués et sont parachutés aux alentours de 1 h 00 du matin sur le village même. Lors de sa descente, John Steele est atteint au pied par une balle ou un éclat de canon antiaérien allemand. Il pense atterrir sur la place centrale mais une villa y est en feu. En essayant d'éviter le brasier, il s'écrase sur l'église, son parachute s'accrochant à l'une des sculptures érigées à la base du clocher. Il se balance et tente de se libérer de son parachute tandis que sur la place, tout autour de l'église, les combats font rage. Il essaye de se décrocher à l'aide de son couteau mais celui-ci tombe. Il prend alors la décision de faire le mort afin d'éviter de servir de cible à l'ennemi. Après plus de deux heures, deux soldats allemands postés en haut de l'église (Rudolf May et Rudi Escher) remarquent ses mouvements et viennent couper les suspentes de son parachute. Une fois au sol, John Steele est soigné et fait prisonnier. Trois jours plus tard, sans que l’on sache vraiment s'il a été libéré ou s'il s'est échappé, il retrouve les troupes américaines et est transféré dans un hôpital en Angleterre.

### Poursuite de la guerre
En septembre 1944, il est de nouveau parachuté sur Nimègue, aux Pays-Bas dans le cadre de l'opération Market Garden et il participe à la libération de la ville et à la sécurisation de la zone.
En avril 1945, il arrive dans la zone de Francfort (Hesse, Allemagne). Il participe à diverses opérations visant à la traversée de l'Elbe et termine la Seconde Guerre mondiale dans cette zone. Dès lors, il est réassigné à la 17e division aéroportée et se rend à Marseille afin d'attendre le bateau qui le reconduira vers les États-Unis pour retrouver une vie civile, en septembre 1945. 
Steele est décoré de la Bronze Star pour sa bravoure et de la Purple Heart pour blessures aux combats.
L'un de ses frères est tué au combat, en avril 1945 en Allemagne, quelques semaines avant la fin de la guerre.

### Après-guerre et reconnaissance grâce auJour le plus long

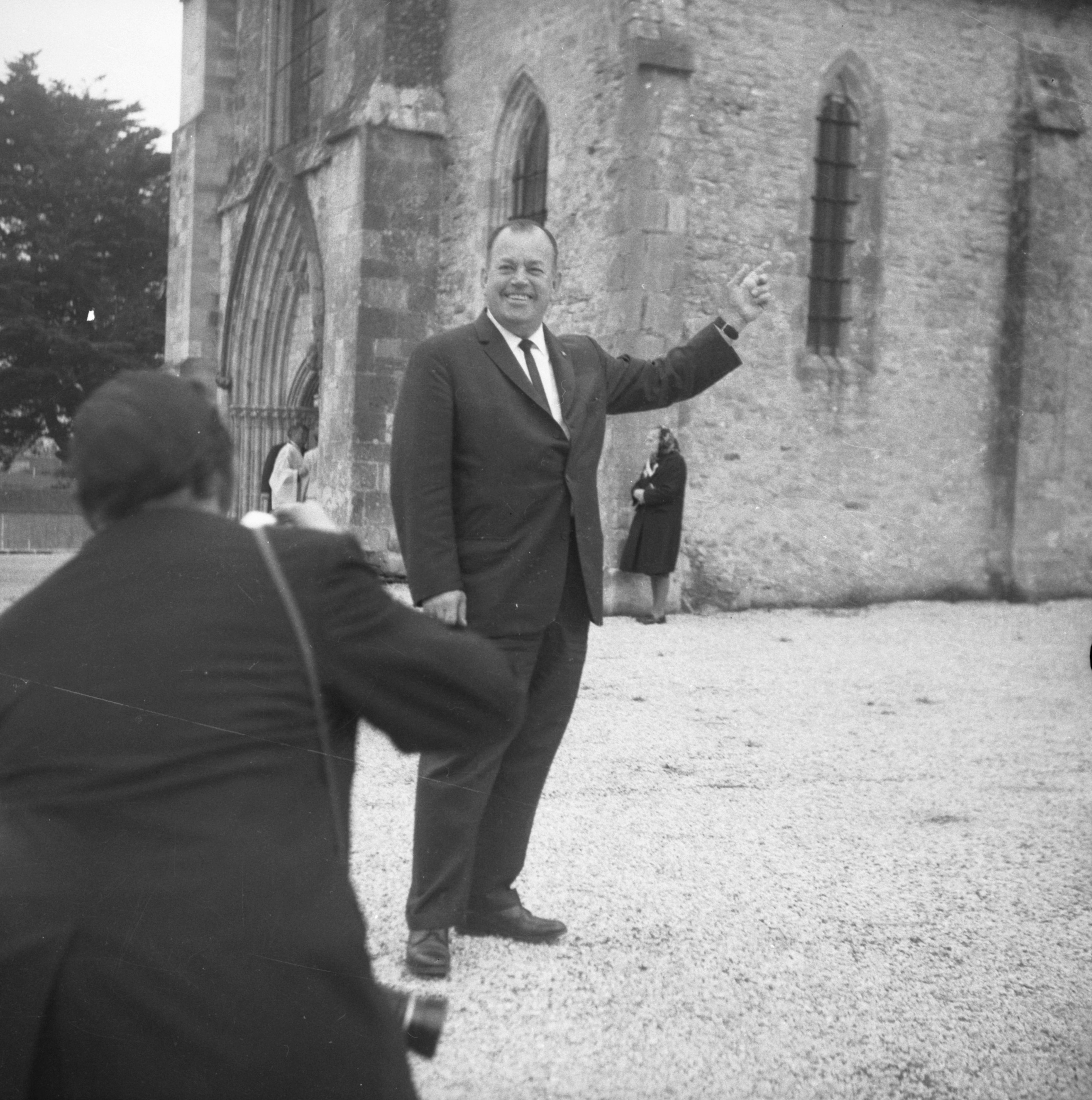
John Steele à Sainte-Mère-Église, lors de la commémoration de 1964.

De retour aux États-Unis et sans bagage universitaire, John Steele va exercer différents métiers dans le commerce avant de se spécialiser dans les études de coûts pour des compagnies d'électricité. En 1950, il se marie avec une femme de Metropolis et ils ont une petite fille, Martha. Mais le couple se sépare rapidement, et la mère part avec sa fille, ne donnant plus de nouvelles. En 1955, il se remarie avec Verna, une infirmière qu'il a rencontrée en Caroline du Nord. 
En 1957, il reçoit un courrier de Cornelius Ryan, un journaliste qui prépare un livre sur le Jour J et qui sollicite des centaines d'anciens combattants. Il leur adresse un questionnaire type, libres à eux de rajouter des éléments biographiques. À la question « Où étiez vous le 5 juin 1944 à minuit », John Steele écrit, en lettres capitales, « SUSPENDU AU CLOCHER SOUS LA CORNICHE DE L'ÉGLISE DE SAINTE-MÈRE ». Ryan contacte alors Steele et l'interviewe. Son livre Le Jour le plus long est publié aux États-Unis en novembre 1959. Une vingtaine de lignes sont consacrées à Steele, suffisant pour le faire connaitre. Il est ainsi invité à une prestigieuse soirée-débat à Washington avec une dizaine d'autres anciens GI et des officiers supérieurs. 
Le succès du livre est tel qu'une adaptation cinématographique est rapidement programmée, reprenant le titre de l'ouvrage Le jour le plus long et Sainte-Mère-Eglise lors du tournage du Jour le plus long, en 1961. Le rôle de John Steele est interprété par Red Buttons, alors une star comique américaine (doublé en France par Guy Piérauld). La scène ne dure que 140 secondes — sur un film de 2 heures 50 — mais va faire connaitre au monde entier l'épisode du clocher et John Steele. 
Par la suite, il revient plusieurs fois à Sainte-Mère-Église, lors de commémorations du débarquement allié de 1944, devenant une personnalité du village dont il est fait citoyen d'honneur. Sa famille offre ses médailles au musée de la ville. La création de la voie de la Liberté en 1947, le musée Airborne ouvert en 1964, des parachutages commémoratifs, une auberge sur la place de l'église qui porte le nom de John Steele, l'accrochage au clocheton par le comité des fêtes d'un mannequin parachutiste en 1975, la multiplication des boutiques de militaria et de souvenirs depuis les années 1990, une biscuiterie artisanale créée en 2010 qui crée des pâtisseries évoquant le parachutiste, profitent de la manne assurée par le tourisme mémoriel qui se développe notamment autour du dispositif pittoresque du mannequin qui symbolise désormais la notoriété internationale de la commune.
John Steele meurt d'un cancer de la gorge le 16 mai 1969, à l'âge de 57 ans, dans la ville de Fayetteville en Caroline du Nord. Il avait émis le vœu d'être enterré en Normandie, souhait qui ne fut pas réalisé.

## Polémiques
L'épisode du clocher est surtout connu par le film Le Jour le plus long et a eu tendance à devenir une « réalité historique », entretenant une forme de légende dont le village a largement profité, plus de 200 000 touristes le visitant chaque année. 
Le film présente plusieurs différences notables avec le récit qu'a fait John Steele. Ainsi il a été blessé pendant sa descente et non une fois accroché. Les cloches ne l'ont pas rendu sourd, Steele ne se souvient même pas si elles sonnaient. Enfin le film ne parle pas de sa capture par les Allemands. Si Steele a effectivement fait tomber son couteau, celui-ci n'est pas tombé au pied d'un soldat allemand.  
Des historiens ont également regretté que le film ait provoqué un effet loupe sur l'épisode des Américains parachutés en plein Saint-Mère-Église, occultant du même coup d'autres actions aéroportées américaines plus significatives cette nuit-là. Des voix se sont aussi élevées dans les années 1980 et 1990, sur la véracité du récit de Steele. En 1981, l'écrivain Gilles Perrault, originaire de la commune voisine de Sainte-Marie-du-Mont, qui revendique aussi le titre de première commune libérée de France continentale, emploie dans son livre Les Gens d'ici le conditionnel : « un Américain serait resté accroché au clocher toute la nuit. ». En 2009, dans La Presse de la Manche, l'historien Frédéric Patard, responsable des hors-séries du journal, suspecte Steele de mensonge. Il se réfère pour cela aux dires d'anciens du village, transmis aux générations suivantes, qui n'ont pas souvenir d'un parachute accroché au clocher.
Mais Katie Dumke, la fille d'un des compagnons d'armes de Steele, Robert Dumke, qui a également sauté sur Sainte-Mère ce jour-là confirme que Steele a bien parlé de cet épisode du clocher à son père bien avant qu'il l'ait raconté à Cornelius Ryan. Jorg Kohnen-May, le fils du soldat allemand Rudolf May (mort en 1985) qui a fait prisonnier Steele, confirme que son père et un autre soldat ont bien coupé les cordages de Steele sur le clocher.  Alexandre Renaud, le maire de Sainte-Mère-Église au moment du débarquement raconte dans l'ouvrage qu'il publia dès 1945, Sainte-Mère-Église, première tête de pont américaine en France, 6 juin 1944, que « dans les arbres, sur les toits de l'église, de l'hospice, de la mairie, les grands parachutes de soie, libérés de leur charge flottaient doucement. » Il existe également le questionnaire de Ryan rempli par un autre parachutiste, Willard Young, qui a sauté sur Sainte-Mère et qui ignorait alors que John Steele avait lui aussi répondu au questionnaire : « j'ai vu des parachutistes pendant aux arbres et à un bâtiment (le clocher de l'église je crois). Je suppose qu'ils étaient morts ou au moins blessés. ». Jean Quellien, historien et professeur à l'université de Caen, a longtemps aussi cru à un mensonge de John Steele. Il reconnaît aujourd'hui que Steele est probablement resté accroché au clocher, mais pas du côté sud (du côté de la place de l’église) présenté par le film et où le mannequin est aujourd'hui accroché, sinon il aurait été abattu tout de suite par les Allemands. 
Un autre parachutiste, Kenneth Russel, alors âgé d'à peine 17 ans (il a triché sur son âge pour se faire engager) était dans le même avion C-47 que Steele et tombera également sur l'église, à peu près au même moment que lui. Son témoignage recueilli en 1988 par l'historien américain Ronald J. Drez, a été validé par la suite par d'autres vétérans. Son parachute s'est pris dans une gargouille, à environ 6 mètres du sol. Plus haut, il remarque un autre parachutiste accroché qu'il ne parvient pas à identifier et qui semble inanimé. 
Mais il révèlera aussi des faits passés sous silence par Steele. Alors qu'il cherche à se libérer, un troisième parachutiste, le sergent John Ray, atterrit à ses pieds mais est abattu par un soldat allemand avant qu'il n'ait eu le temps de se redresser. Le soldat pointe alors son arme vers les deux parachutistes américains suspendus mais avant qu'il n'ait pu tirer, dans un ultime sursaut, le sergent Ray s'agenouille et tire sur le soldat allemand, le tuant sur le coup, avant de lui-même s'effondrer. Russel parvient à se dégager et tombe au pied de l'église, il rampe jusqu'au sergent mais ne peut que constater sa mort. Il jette alors un œil à l'autre parachutiste accroché, toujours immobile, et va se mettre à l'abri.